# Худякова, Александра Константиновна
Александра Константиновна Худякова (род. 22 ноября 1970, Москва) — российский художник-кукольник, академик Российской академии художеств (2017).

## Биография
Родилась 22 ноября 1970 года в Москве.
В 1993 году — окончила Московскую художественно-промышленную академию имени С. Г. Строганова; в 2011 году — МГУ.
С 1993 года проводит персональные выставки, автор коллекция художественных кукол «Московская элита», созданная по заказу Музея Москвы, коллекция работ для выставки «Световая и фарфоровая природа женщины».
С 2002 года занимается организацией и проведением ежегодных выставок, а также проведением профессионального конкурса среди художников-кукольников.
С 1998 года — член Творческого союза художников России.
С 1996 года — член Московского союза художников.
В 2017 году — избрана академиком Российской академии художеств от Отделения декоративных искусств.
Произведения находятся в Музее Москвы, в Саратовском художественном музее имени А. Н. Радищева.